# Ageneiosus inermis
Ageneiosus inermis är en fiskart som först beskrevs av Carl von Linné 1766.  Ageneiosus inermis ingår i släktet Ageneiosus och familjen Auchenipteridae. Inga underarter finns listade i Catalogue of Life.